# Лесковачко лето
Лесковачко лето је престижна културна приредба настала са идејом да се осмисли програм за летње дане без значајних активности у Лесковцу. У једном периоду је била најдужа манифестација у Србији, у трајању од 21 дан са преко 5 часова програма дневно.

## Значајни гости
Гостовали су академик Матија Бећковић, песник Душко Трифуновић, глумци Миодраг Радовановић, Миша Јанкетић, Соња Савић, Миленко Заблаћански, Тања Бошковић, Љиљана Благојевић, Снежана Савић, Бода Нинковић, Никола Ђуричко,Војин Ћетковић, Катарина Радивојевић, и други. Овом списку треба додати саставе Тропико бенд, Легенде, Гарави сокак, Зана, Неверне бебе...а онда Нешу Галију, Тијану Дапчевић, Дејана Цукића и многе друге.
Памте се и концерти класичне музике, класичан и модеран балет. 

## Видовданске вечери
Посебно ваља издвојити Видовданске вечери које су се одвијале у порти цркава. Најпре се програм посвећен Косовском боју и косовским јунацима одвијао у порти Саборне цркве у Лесковцу,а неколико последњих године се одвија у порти цркве у Рудару.
Видовдански програм посвећен је значајним годишњицама из богате историје српског народа. На овим вечерима пригодне програме издвојили су глумци Миша Јанкетић, Мирјана Вукојчић, Ивана Жигон, Небојша Дугалић, и многи други.

## Турнири и фестивали
Лесковачко лето прате турнири у малом фудбалу и уличном баскету, модне ревије, изложбе слика, ручних радова, цвећа, птица и ревије паса свих раса.
Пре неколико година Лесковачко лето је променило концепт и прерасло у Лесковачке летње фестивале, са намером да обједине неколико уметничких области: 
- сценску (позоруште и уметничку игру)
- жанровски различиту музику
- традиционално стваралаштво
- стваралаштво деце

Од фестивала треба поменути: 
- Фестивал клупских и уличних музичара,
- Фестивал уличног театра,
- Фестивал дечијег стваралаштва,
- Фестивал бубњара DRUM DUM FEST,
- Фестивал традиционалне уметности,
- Модафест и многи други.